# Kirby, Texas
Kirby là một thành phố thuộc quận Bexar, tiểu bang Texas, Hoa Kỳ. Năm 2010, dân số của xã này là 8000 người.

## Dân số
- Dân số năm 2000: 8673 người.
- Dân số năm 2010: 8000 người.